# 联合国安全理事会第6号决议
联合国安理会6号决议是1946年5月17日在联合国安全理事会第42次会议一致通过的。
该决议援引《联合国宪章》第四条，规定了新成员国欲加入联合国需向联合国秘书长提出申请，经过安理会审查推荐，联合国大会表决通过后方得以加入。该决议规定安理会将从1946年8月开始审查新入会申请。